# I segreti della natura
I segreti della natura (Secrets of Life) è un documentario del 1956 diretto da James Algar, quarto lungometraggio della serie La natura e le sue meraviglie prodotta dalla Walt Disney Productions.
Nel 1957 ha vinto l'Orso d'oro come miglior documentario alla 7ª edizione del Festival di Berlino.

## Trama
Il documentario propone una sorta di "dietro le quinte" della natura, uno sguardo su un mondo altrimenti invisibile reso possibile grazie alla tecnica dello stop-motion e alla fotografia time-lapse. Assistiamo così a fenomeni ed attività che vanno dalla metamorfosi dei semi in piante all'impollinazione dei fiori da parte delle api, dall'organizzazione sociale delle formiche fino alla visione dei protozoi presenti in una singola goccia d'acqua.

## Produzione
Le diverse sezioni del documentario furono affidate ai vari fotografi che vi parteciparono e che utilizzarono alcune innovazioni nel capo della fotografia per ritrarre soggetti familiari con una nuova prospettiva. Tra questi, Stuart V. Jewell (le api e la produzione del miele), George e Nettie MacGinitie (la vita sottomarina) e Robert H. Crandall che filmò le attività di un formicaio utilizzando un fotomicroscopio nella sua casa e giardino di Altadena in California.
Il film venne realizzato con un rapporto standard di 1,37:1, ad eccezione delle riprese finali dei vulcani in eruzione che furono girate in CinemaScope.

## Distribuzione
Il documentario fu proiettato per la prima volta negli Stati Uniti il 6 novembre 1956. In Italia, invece, è uscito nel 1958.
Ne 2006 è stato distribuito in DVD, con gli altri documentari della serie La natura e le sue meraviglie, come parte della Walt Disney Legacy Collection.

### Date di uscita
- USA (Secrets of Life) - 6 novembre 1956
- Regno Unito (Secrets of Life) - 9 gennaio 1957
- Giappone - 15 marzo 1957
- Svezia (Livets hemligheter) - 18 settembre 1957
- Danimarca (Livets hemmelighed) - 14 ottobre 1957
- Finlandia (Elämän salaisuudet) - 22 novembre 1957
- Austria - dicembre 1957
- Ungheria (Az élet titka) - 4 maggio 1961

### Edizione italiana
Il doppiaggio originale, diretto da Giulio Panicali su dialoghi di Roberto De Leonardis, venne eseguito negli stabilimenti Fono Roma con la partecipazione della C.D.C. Per l'edizione DVD come parte della Walt Disney Legacy Collection, il documentario venne poi ridoppiato nel 2006 dalla SEFIT-CDC sotto la direzione di Sandro Acerbo, che ha curato anche l'adattamento dei dialoghi.

## Riconoscimenti
1957 - Festival internazionale del cinema di Berlino
Orso d'oro per il miglior documentario

## Colonna sonora
La colonna sonora composta da Paul J. Smith è stata pubblicata nel 1956 dalla Walt Disney Records.

### Tracce
1. Nature's Secret – 3:10
2. Growing Things – 5:50
3. Honey Bees – 5:38
4. Industrious Ants – 4:14
5. Under the Sea and Along the Shore – 4:21
6. Fire, Air, Earth and Water – 4:10